# Heiligdom van Artemis in Aulis
Het heiligdom van Artemis in Aulis  was gewijd aan de godin Artemis en werd gebouwd in de 5e eeuw v.Chr. in Aulis, een antieke havenstad in Boeotië op ongeveer twintig kilometer ten Oosten van Thebe (Griekenland).
In de Oudheid was Aulis een befaamd cultuurcentrum voor de cultus van Artemis. De tempel van het heiligdom bleef tot de 4e eeuw v.Chr. in gebruik. De ruïnes ervan  naast die van een vesting uit die eeuw zijn de belangrijkste overblijfselen van bouwwerken in Aulis.
Volgens de sagen kwamen hier de Griekse vloten tezamen met die van hun bondgenoten, om tegen de stadstaat Troje in te zetten. Maar toen Agamemnon zich in de jachtkunst met Artemis wilde meten, werd zij vertoornd en zorgde dat er geen wind opstak, waardoor de vloot niet kon uitrukken. Agamemnon besloot toen zijn eigen oudste dochter Iphigenia als mensenoffer aan de godin te brengen. Voor deze daad zou zijn vrouw hem later vermoorden.